# Jung Jae-yong
Đây là một tên người Triều Tiên, họ là Jung.
Jeong Jae-yong (tiếng Hàn: 정재용; sinh ngày 14 tháng 9 năm 1990) là một cầu thủ bóng đá Hàn Quốc thi đấu ở vị trí tiền vệ cho Ulsan Hyundai.

## Sự nghiệp
Anh được lựa chọn bởi FC Anyang ở đợt tuyển quân K League 2013.
Jeong ghi bàn thắng hay nhất mùa giải của Hàn Quốc cho FC Anyang.
Jae-yong gia nhập Ulsan Hyundai vào mùa hè 2016, và ghi 2 bàn trong trận đấu đầu tiên của K League Classic 2017.